# هیروشی فوشیدا
هیروشی فوشیدا (ژاپنی: 鮒子田 寛، انگلیسی: Hiroshi Fushida؛ زادهٔ ۱۰ مارس ۱۹۴۶ در کیوتو) رانندهٔ سابق مسابقات اتومبیل‌رانی اهل ژاپن است که در فصل ۱۹۷۵ در مجموع در دو گراند پری از مسابقات جهانی فرمول یک شرکت کرد، اما موفق به کسب هیچ امتیازی نشد.